# ZDFneo
ZDFneo è un canale televisivo tedesco edito dalla ZDF in onda sul digitale terrestre e sul satellite. Trasmette programmi televisivi pensati per un pubblico che va dai diciotto ai quarantacinque anni, per contrastare la programmazione rivolta ad un pubblico più maturo in onda su ZDF e ARD. Ha sostituito ZDFdokukanal il 1º novembre 2009.

## Programmi
- Wege zum Glück - Spuren im Sand (precedentemente in onda su ZDF)
- Cuore e batticuore
- Colombo